# Triclínio

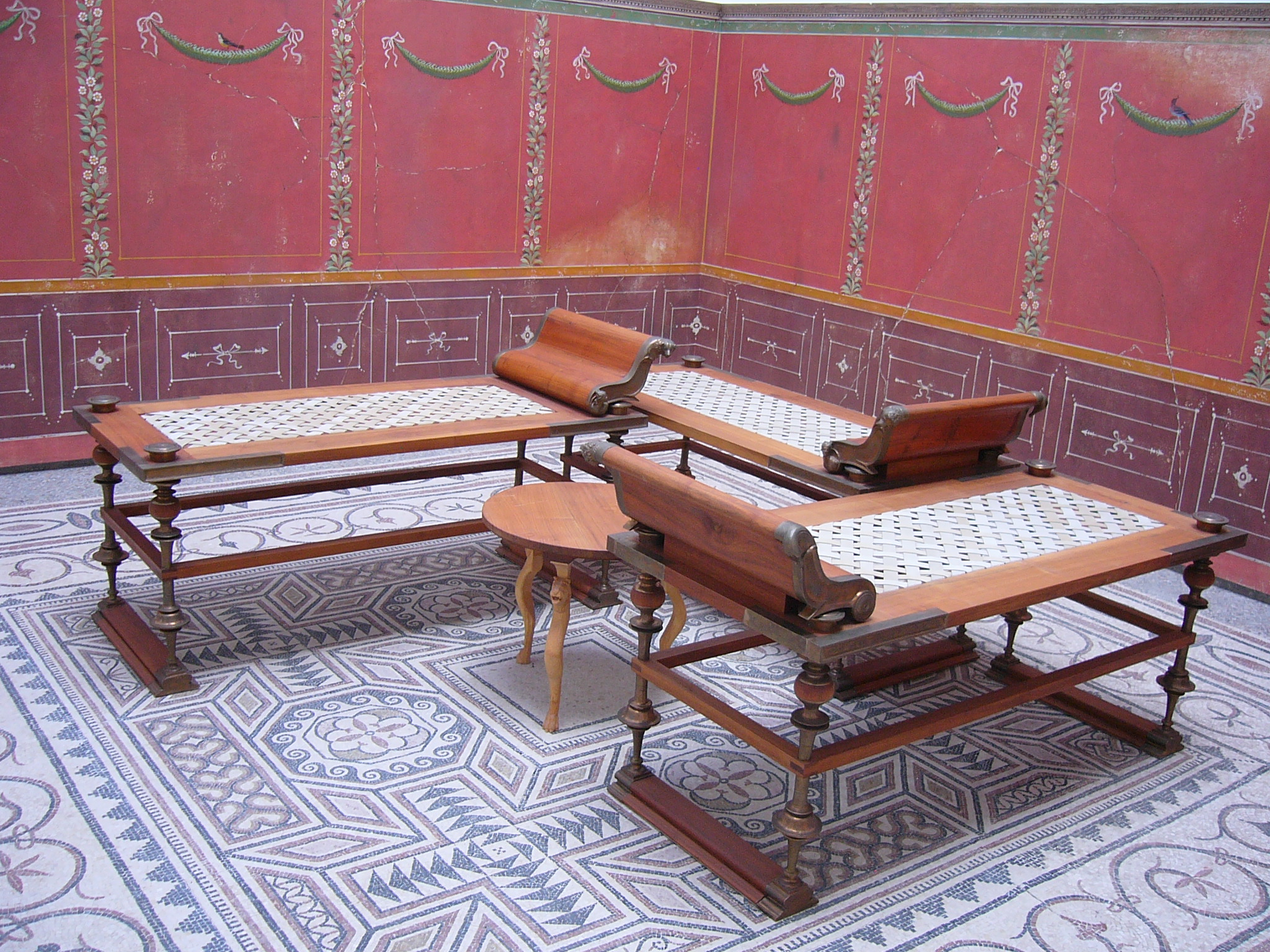
Reprodução do triclínio.

Um triclínio (em latim: triclinium) é uma sala de jantar formal em um edifício romano. A palavra é adotada através do grego τρικλίνιον (triklinion) para τρι- "três" e κλίνη um tipo de "sofá" ou chaise longue. Cada sofá era grande o suficiente para acomodar três comensais que reclinavam para o lado esquerdo em almofadas enquanto alguns escravos domésticos serviam múltiplos pratos trazidos da cozinha (culina), e outros entretinham as pessoas com música ou dança.
O triclínio foi caracterizado por três clinos (klinai) em três lados de uma mesa quadrada baixa, cujas superfícies inclinavam para longe da tábua em cerca de 10 graus. Comensais reclinariam nestas superfícies em uma posição semi-deitada. O quarto lado foi deixado livre, presumivelmente para permitir o serviço à mesa. Geralmente o lado aberto defrontou a entrada da sala. Em habitações da era romana, particularmente as mais abastadas, triclínios tornaram-se comuns.